# 스즈미야 하루히의 게임 목록
스즈미야 하루히 시리즈 중에서 지금까지 게임은 7개가 발매되었다.
- 《스즈미야 하루히의 격투》

2007년 발매.
- 《스즈미야 하루히의 약속》

반다이 남코 게임즈에서 2007년 12월 27일 발매. 플레이스테이션 포터블용 소프트. 장르는 어드벤처 게임
- 《스즈미야 하루히의 당황》

반포레스트에서 2008년 1월 31일 발매. 플레이스테이션 2용 소프트. 장르는 시뮬레이션·어드벤처 게임.
- 《스즈미야 하루히의 격동》

가도카와 쇼텐에서 2009년 1월 22일 발매. Wii용 소프트. 장르는 액션 게임.
- 《스즈미야 하루히의 병렬》[1]

세가에서 2009년 3월 26일 발매 . Wii용 소프트. 장르는 비일상 병렬 어드벤처.
- 《스즈미야 하루히의 직렬》[1]

세가에서 2009년 5월 28일 발매. 닌텐도 DS용 소프트. 장르는 비일상 직렬 어드벤처.
- 《Day of Sagittarius III》

가도카와 쇼텐에서 2010년 2월 발매. iOS용 소프트.